# Belinda Gavin
Pour les articles homonymes, voir Gavin.
Belinda Gavin, née  à Sydney, est une actrice américaine qui se produit parfois sous le nom de Kylie Biscayne ou Kylie Wyote.

C'est également une professionnelle de rodéo spécialisée dans la monte de taureau.

## Biographie
Elle a grandi en Australie où ses parents avaient un grand ranch, mais a immigré aux États-Unis à l'âge de 15 ans et réside aujourd'hui à Burbank en Californie.
Elle tourne principalement dans des films d'horreur et des films érotiques saphiques.
En 2008, elle a participé à l'émission de télévision de la NBC American gladiators en combattant contre Monica Carlson.

## Filmographie
- 2000 : Seducing Fina : Alexis
- 2000 : Rude Awakening (série télévisée) : la fille topless
- 2000-2001 : The Lost World (série télévisée) : Josie
- 2001 : Cubbyhouse : Julie
- 2002 : Hotel Erotica (série télévisée) : Crystal
- 2002 : Killers 2: The Beast : Violet
- 2002 : Roommate Wanted : Cindy Flemming
- 2002 : Perfectly Legal : Val
- 2002 : Scarecrow : Rhonda
- 2003 : Final Examination : Megan Davidson
- 2002-2003 : The Best Sex Ever (Confidences érotiques) (série télévisée) : Brianna / Kate
- 2003 : Bikini Airways : Vicki
- 2003 : Sexy Movie : Amy
- 2004 : Sexual Needs (téléfilm) : Lisa
- 2004 : Countess Dracula's Orgy of Blood : Anne
- 2004 : Black Tie Nights (série télévisée) : Sheila
- 2004 : Bad Bizness : Carrie Sherman
- 2005 : Bikini Chain Gang : Taffy
- 2005 : Wicked Pleasures : Tina Cook
- 2005 : Passionate Deceptions : Susan Tiano
- 2005 : Bikini Round-Up : Calamity Kate
- 2006 : Maisie Undercover: Shadow Boxer : Anastasia
- 2006 : The Mummy's Kiss: 2nd Dynasty : Dr. Zita Furneaux
- 2006 : Haunting Desires (téléfilm) : Melissa
- 2009 : Lustful Cravings (téléfilm) : Kory
- 2011 : Reservoir Cats : Gina Fellows
- 2012 : Unsuccessful (court métrage) : Sam
- 2015 : Dark Unrest : la femme de Liam